# Tettonica salina
La tettonica salina, o halocinetica, o halotettonica, è una disciplina che si occupa dello studio della geometria e dei processi associati alla presenza di spessori significativi di evaporiti contenenti rocce saline, quali halite, silvite, carnallite e altre, all'interno di una sequenza stratigrafica di rocce.
Senza tenere conto degli strati salini deformati, strutture saline integre sono state trovate in più di 120 bacini sedimentari in tutto il mondo.

## Strutture saline passive
Le strutture saline passive si formano a causa del continuo aumentare del carico dei sedimenti sullo strato di roccia salina; tutto è quindi dovuto a una questione di instabilità gravitazionale e, nella formazione di tali strutture, non entra in gioco alcuna influenza tettonica esterna.

La halite pura ha una densità di 2160 kg/m³ mentre i sedimenti che si depositano sopra gli strati di halite una volta che questi si sono formati, ad esempio, come risultato dell'evaporazione di enormi bacini oceanici, hanno una densità che all'inizio è generalmente inferiore ai 2000 kg/m³. Nel tempo, con l'aumentare degli strati che continuano a depositarsi, la densità dei sopraccitati strati sedimentari può arrivare a un valore di 2500 kg/m³, ossia a un valore maggiore di quella del sale, il quale, a causa della sua struttura cristallina, non aumenta di densità nonostante lo schiacciamento impostogli, e si viene così a formare un'instabilità di Rayleigh-Taylor. Ciò porta a far sì che il più debole strato salino tenda a deformarsi, formando una caratteristica serie di creste e avvallamenti, con i futuri sedimenti che si andranno a collocare preferibilmente in corrispondenza degli avvallamenti spingendo ancora di più il sale verso le creste, che quindi diventeranno, nel tempo, sempre più marcate. Come ultimo stadio si ha la formazione di diapiri, la cui crescita è alimentata dal movimento del sale lungo il sistema di creste e che continua fintanto che la riserva di sale non si esaurisce. Durante questi ultimi stadi, la cima del diapiro resta vicino alla superficie, arrivando anche ad affiorare, ed espandendosi a bulbo (tale bulbo può avere tre tipi diversi di forma a seconda degli striati in cui si viene ad espandere), con la deposizione di ulteriori strati sedimentari che viene accompagnata dalla salita della formazione salina.
Va sottolineato che la formazione di tali strutture saline non avviene sempre; ciò può essere dovuto a una resistenza relativamente alta degli strati soprastanti allo strato salino o alla presenza di strati sedimentari intercalati nello strato salino che incrementa sia la densità che la resistenza di quest'ultimo. 
Esempi di strutture saline puramente passive sono i duomi salini delle miniere tedesche Asse II  e di Gorleben.

## Strutture saline attive

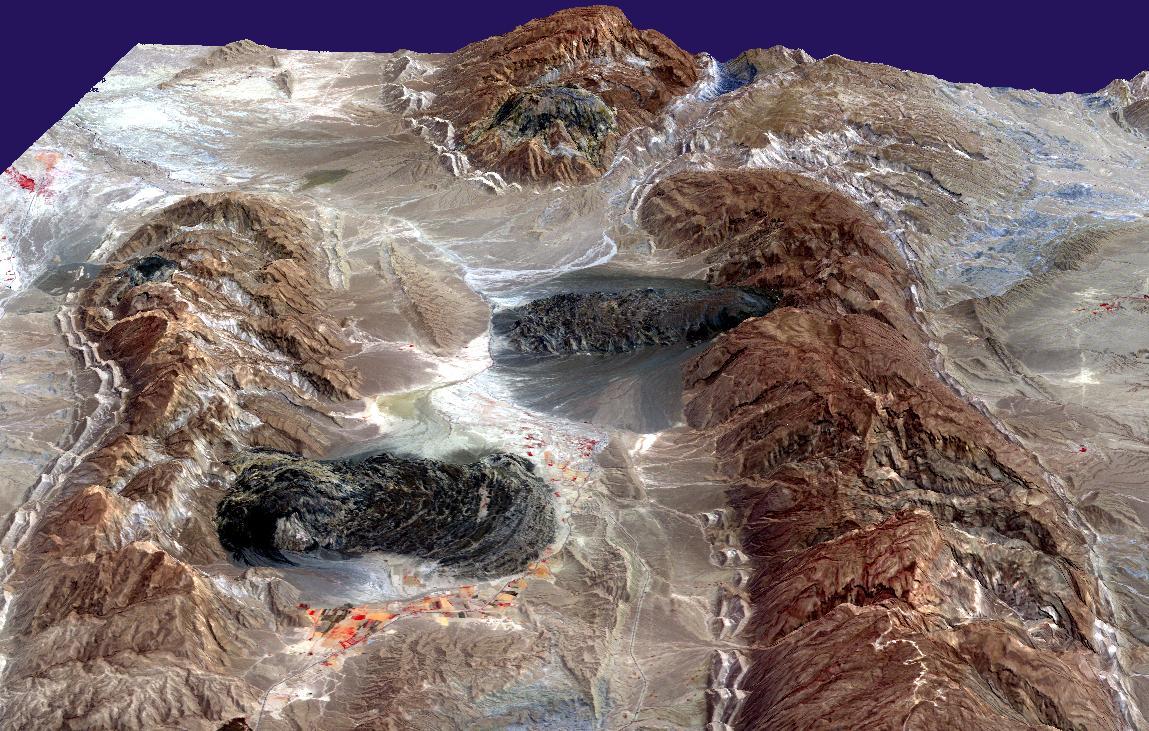
Duomi salini (le colline) e ghiacciai di sale (le aree scure) nei monti Zagros, nell'Iran meridionale.

La probabilità di formazione di strutture saline aumenta nel caso in cui la zona interessata sia soggetta ad attività tettonica. Se, ad esempio, l'area è interessata da una tettonica estensionale, quindi da processi associati a un allungamento e appiattimento della litosfera, la forte presenza di faglie negli strati sedimentari ne riduce sia lo spessore che la resistenza, mentre se l'area è interessata da una tettonica di spinta, ossia da processi associati alla compressione e all'ispessimento della litosfera, la deformazione degli strati sedimentari permette al sale di risalire all'interno dei nuclei anticlinali, come visto, ad esempio, nel caso dei duomi salini presenti nei monti Zagros, in Iran, in corrispondenza dell'omonima cintura di piegatura e spinta, del diapiro El Gordo, nella cintura di piegatura e spinta di Coahuila, nel Messico nord-orientale, e dei diapiri salini (localmente chiamati "salpìe") dell'area di Zinga, in Calabria, i quali rappresentano un elemento unico a livello europeo.
Se la pressione all'interno della formazione salina diventa sufficientemente alta, questa può arrivare a spingere via gli strati soprastanti, dando origine a un diapirismo detto "impetuoso". Capita spesso, inoltre, che diapiri salini possano mostrare elementi di movimento sia attivo che passivo; una struttura salina può infatti, ad esempio, bucare i sedimenti soprastanti e continuare poi a svilupparsi come diapiro salino puramente passivo.

## Strutture saline reattive
Nei casi in cui gli strati salini non si trovino nelle condizioni necessarie allo sviluppo di strutture saline passive, il sale può comunque muoversi in zone di pressione relativamente bassa situate attorno a pieghe e faglie in formazione, dando origine a strutture saline definite come "reattive".

## Sistemi di faglia distaccati dal sale
Se in un'area soggetta ad attività di tettonica estensionale sono presenti uno o più strati di roccia salina, allora si viene a formare tutta una serie di strutture caratteristiche. Quando una faglia si propaga verso la superficie a partire da una profondità maggiore di quella dello strato salino, la sua propagazione si ferma proprio quando incontra tale strato, a causa della debolezza e della bassa densità di quest'ultimo. Tuttavia, nel tempo, il continuo dislocamento sulla faglia sposta la base salina causando una piegatura degli strati a essa soprastanti, finché, con l'aumentare degli stress dovuti alla suddetta piegatura, anche in tali strati si vengono a formare delle faglie. A questo punto, il tipo di struttura che si crea dipende dallo spessore iniziale dello strato salino. Nel caso, infatti, in cui quest'ultimo sia molto spesso, non si avrà una diretta correlazione spaziale tra le faglie sottostanti ad esso e quelle soprastanti e il sistema di faglie viene quindi definito "non collegato" (in inglese: unlinked). Se invece lo spessore dello strato salino è sufficientemente basso, la faglia che si sviluppa negli strati sedimentari sopra di esso è strettamente allineata con quella presente al di sotto dello strato, formando di fatto una faglia continua con un piccolo dislocamento in corrispondenza dello strato salino e un sistema di faglia definito "strettamente collegato" (in inglese: hard-linked). Quando invece lo spessore dello strato salino ha un valore che si può definire "intermedio", le faglie degli strati soprastanti sono spazialmente collegate alle faglie più profonde ma decisamente spostate rispetto ad esse, e il sistema viene chiamato "leggermente collegato" (in inglese: soft-linked).
Nelle aree di tettonica di spinta, invece, gli strati di sale fungono come piani di scollamento preferenziali. Nella cintura di piegatura e spinta degli Zagros, ad esempio, si ritiene che le variazioni nello spessore degli strati di evaporiti che compongono la formazione di Hormuz, risalenti al tardo Neoproterozoico e al Cambriano inferiore, abbiano avuto un impatto decisivo nella topografia dell'intera area.

## Saldature saline
Quando, a causa del movimento o della dissoluzione del sale che lo compone, uno strato salino diventa troppo sottile per fungere efficacemente da strato di scollamento, allora i due strati tra cui esso si interpone vengono effettivamente "saldati" assieme. Ciò può portare alla formazione di nuove faglie nella sequenza di strati superiore, il che è un importante aspetto di cui tenere conto quando si creano modelli e simulazioni della migrazione di idrocarburi.

Tali saldature saline possono svilupparsi anche in verticale, facendo sì che due parti di crosta che prima si trovavano agli estremi di un diapiro si vengano a toccare.

## Strutture saline alloctone
Quando le strutture saline bucano la superficie terrestre, sia che accada sulle terre emerse, sia che accada sul fondale marino, tendono a diffondersi lateralmente dando origine a unità alloctone. Ne sono un esempio i ghiacciai di sale, per la cui formazione e conservazione è anche necessario un ambiente particolarmente secco, come quello che si ha nei monti Zagros.

Le lingue di sale che si formano sul fondare marino, invece, si possono talvolta unire alla sommità con altre formazioni vicine a formare delle tettoie saline, che sono praticamente delle coalescenze di bulbi di diapiri, che possono, a un certo punto, anche staccarsi dallo strato sorgente, formando dei sottili strati salini denominati fogli salini.

## Effetti sui sistemi sedimentari

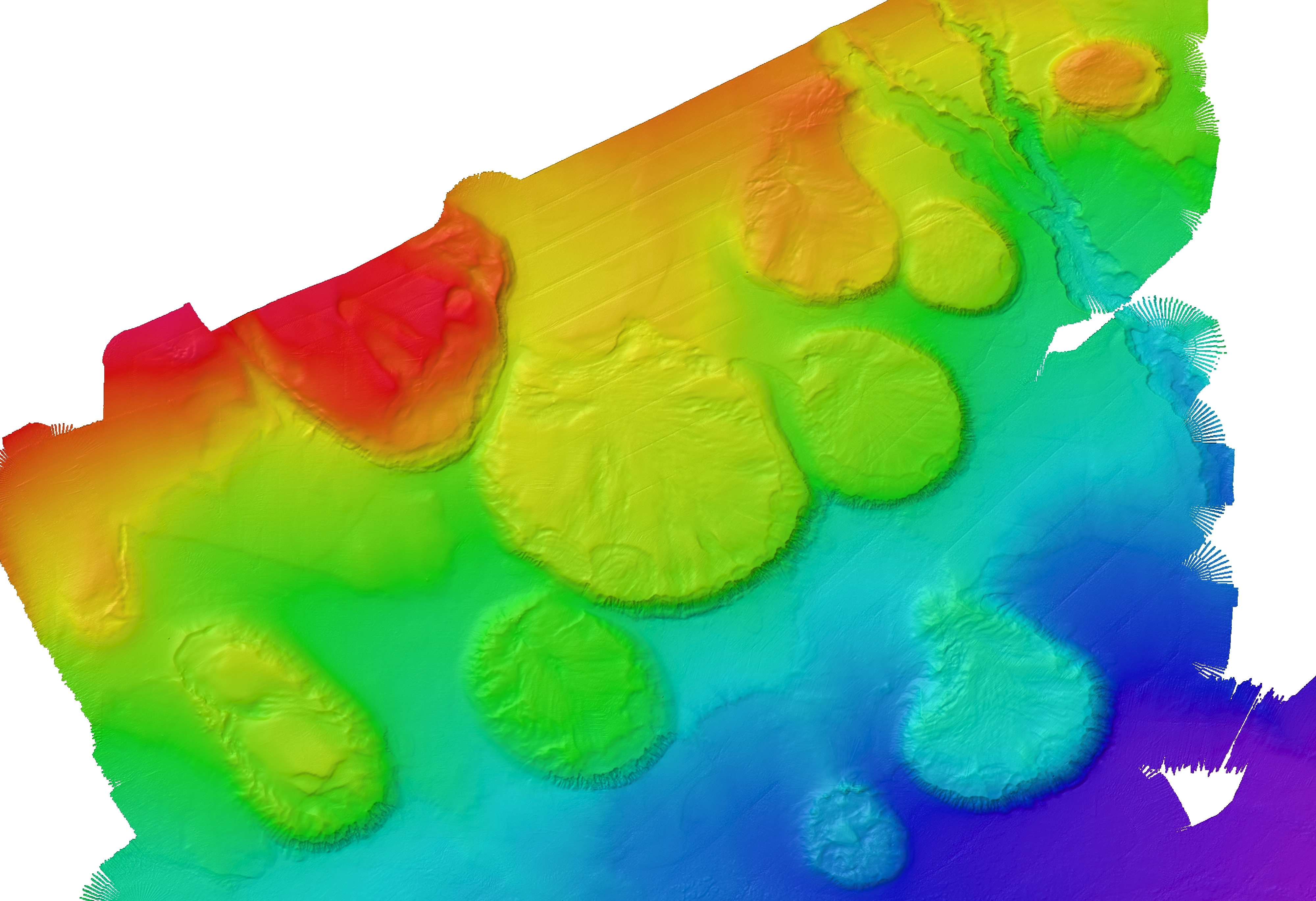
Duomi salini affiorano sul fondale marino del Golfo del Messico in un'immagine del NOAA.

In corrispondenza dei margini passivi in cui sono presente depositi di sale, come ad esempio nel Golfo del Messico, la tettonica salina è largamente responsabile dell'evoluzione dei sistemi sedimentari di profondità, quali ad esempio i canali sottomarini.

## Importanza economica
L'importanza economica della tettonica salina risiede nel fatto che una significativa porzione delle riserve mondiali di idrocarburi è stata scoperta in strutture correlate ai movimenti del sale. Spesso, infatti, le strutture saline sotterranee portano a trappole strutturali all'origine della formazione di giacimenti petroliferi, come è stato visto sia in Medio Oriente, sia nei margini passivi nell'Atlantico meridionale (Brasile, Gabon e Angola), sia nel Golfo del Messico.